# El Cañaveral
El Cañaveral es un barrio administrativo de Madrid perteneciente al distrito de Vicálvaro. Creado en 2017, anteriormente el nombre hacía referencia al nombre del desarrollo urbanístico de la zona, parte entonces del barrio de Casco Histórico de Vicálvaro. Según los datos del INE de 2021, esta área ocuparía el segundo puesto entre las zonas de mayor potencial urbanístico de España solo por detrás del también madrileño barrio de Valdebebas.

## Situación

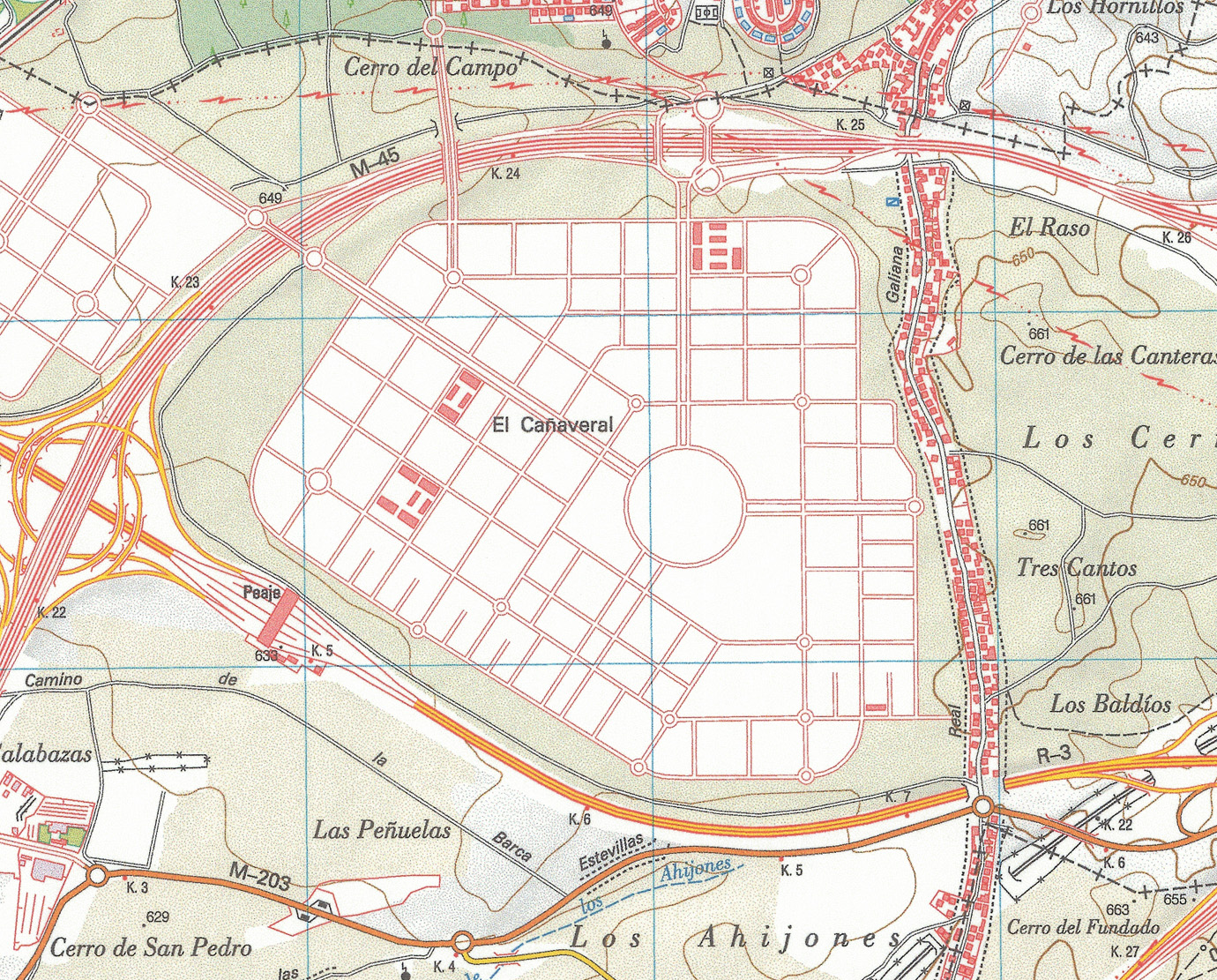
El desarrollo urbanístico principal en la hoja 0559c4 de la serie MTN25 de 2015 del Instituto Geográfico Nacional. El PAU es rodeado por la Cañada Real al este, y la R-3 al sur, si bien el barrio administrativo cubre el área de Los Cerros, al este de la Cañada Real

El territorio pertenece administrativamente al distrito de Vicálvaro y se encuentra situado en la zona este a 12 km de Madrid. Limita al este con la Cañada Real y al norte con el municipio de Coslada  y al sur con el futuro desarrollo urbanístico de Los Ahijones del que estará separado por la autopista de peaje Radial 3. La mayor parte del desarrollo se encuentrá al exterior de la autopista de circunvalación M-45, si bien la zona colindante con la futura Centralidad del Este se encuentra en el interior de dicho anillo. Es en esa zona colindante con la Avenida de Manuel Azaña de Coslada donde supuestamente se levantará el centro comercial Solia, que hasta la fecha será uno de los mayores centros comerciales de toda la Comunidad de Madrid, y que contará con 65.000 metros cuadrados de superficie, con espacio para el ocio y la restauración en su interior, así como un outlet de 25.000 metros cuadrados. La urbanización de esta zona y el alto crecimiento de población supondrá la dotación de numerosos servicios e infraestructuras a la zona, con la creación de barrios o delimitaciones administrativas que den servicio a esta demanda, que en la actualidad se halla en estado crítico sin los servicios necesarios para la nueva población residente, de lo que los vecinos se quejan habitualmente. Tras finalizarse los nuevos barrios al este de Madrid, el municipio de Coslada quedará casi totalmente rodeado por la capital, limitando con la misma al norte, al sur, al oeste y a parte del sureste en la zona cercana al Hospital del Henares. También limitará al este con San Fernando de Henares. De esta forma el crecimiento de Madrid convertirá al término municipal de Coslada en un casi enclave prácticamente rodeado en su totalidad por Madrid. El ámbito tiene una superficie total de 538 has, de las que 100 serán de zonas verdes. El Plan Parcial prevé la construcción de 14.000 viviendas, el 53% con algún régimen de protección.
Las obras de construcción de los primeros propietarios comenzaron a principios del año 2013, de manos de las cooperativas de viviendas Puerta de San Fernando, Millenium y Platinum financiadas por el Grupo Santander. La entrada de los primeros vecinos a habitar este nuevo barrio de Madrid se produjo en el primer trimestre de 2016.

## Comunicaciones
El desarrollo estará atravesado por la M-45 que segregará una pequeña parte del resto, desde la cual habrá diferentes accesos al barrio que actualmente se encuentran en construcción, así como también será posible acceder a la autopista de peaje Radial 3 desde la M-45. Actualmente cuenta con la línea 290 de la CRTM que conecta al barrio directamente con la estación de cercanías de Coslada, y las líneas 159 y E5 de la EMT, que conectan con los barrios de Alsacia y Manuel Becerra (respectivamente). Por la noche, el barrio es atendido por la línea nocturna N6, que lo conecta con los distritos de Vicálvaro, San Blas-Canillejas, Ciudad Lineal, Retiro y Salamanca, hasta llegar a la plaza de Cibeles.

### Autobuses
El Cañaveral tiene servicio de tres líneas de autobús urbano (159, la exprés E5 y la nocturna N6) y una de autobús interurbano (290):
| Línea | Terminales                          |
| ----- | ----------------------------------- |
| 159   | Alsacia – El Cañaveral              |
| E5    | Manuel Becerra – El Cañaveral       |
| N6    | Cibeles – El Cañaveral              |
| 290   | El Cañaveral – Coslada - Plenilunio |

## Política

##### Elecciones Autonómicas 2021 (6.153hab)
- PP: 965 votos (41%)
- MÁS MADRID: 574 votos (24%)
- PSOE: 261 votos (11%)
- VOX: 235 votos (10%)
- UNIDAS PODEMOS: 161 votos (7%)
- CIUDADANOS: 130 votos (5,5%)

##### Elecciones Municipales 2019 (1.139hab)

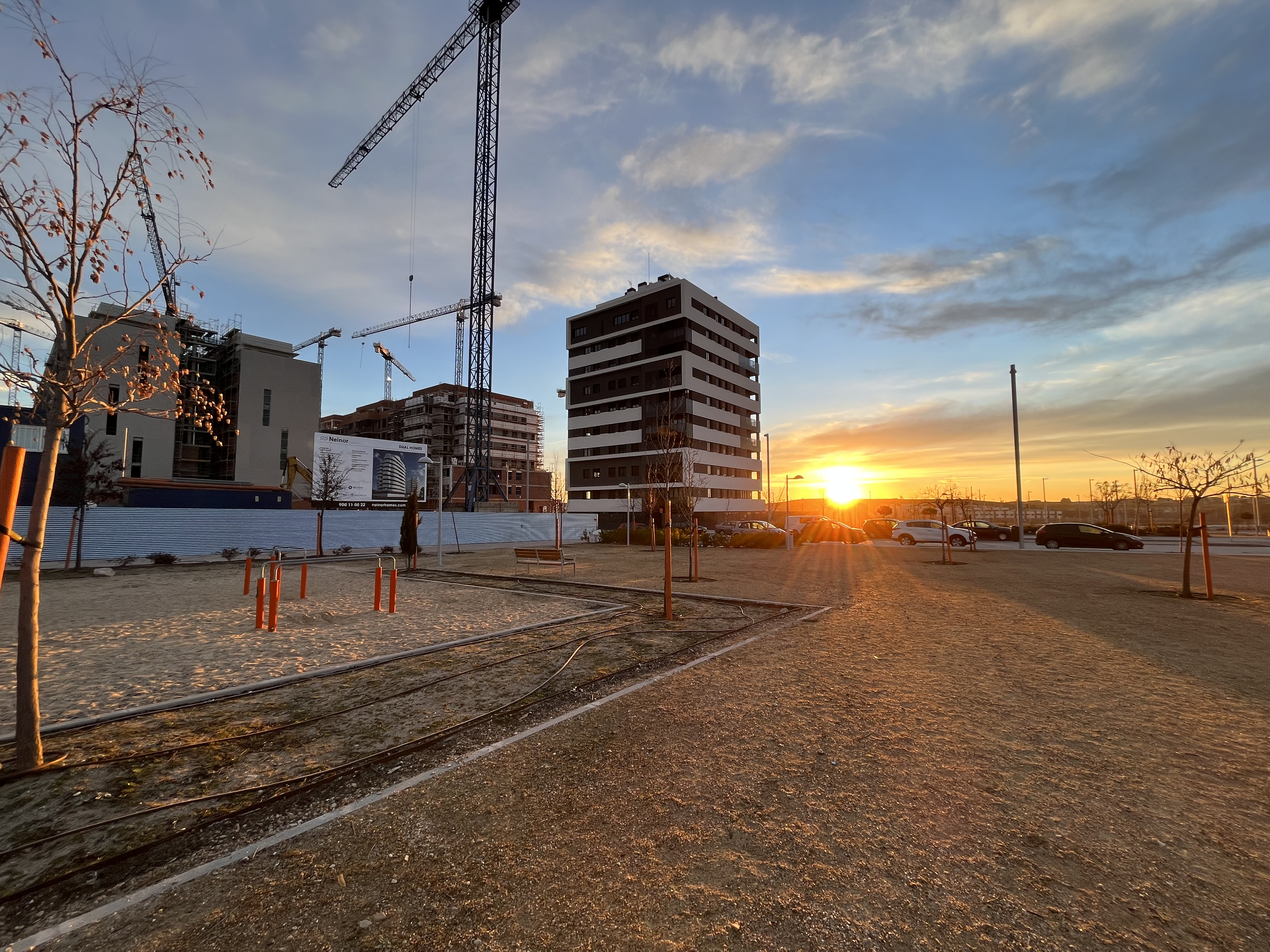
Hábitat Nuevo Cañaveral

- MÁS MADRID: 309 votos
- CIUDADANOS: 214 votos 
- PSOE: 105 votos
- PP: 87 votos
- VOX: 85 votos

## Promociones
A fecha 1 de junio de 2025, la situación sobre promociones urbanizadas en El Cañaveral es la siguiente:
- 142 entregadas
- 19 en construcción
- 9 en comercialización
- 30 sin proyecto definido

## Negocios
A fecha 1 de junio de 2025, la situación sobre negocios en El Cañaveral es la siguiente:
- 126 abiertos
- 15 en construcción

## Demografía
En 2021 la población era superior a los 8.000 habitantes siendo ya de 16.825 habitantes censados a diciembre de 2023, y dicha cifra irá creciendo progresivamente, ya que muchas Promociones de Viviendas siguen entregándose o en construcción, siendo a día de hoy el barrio de Madrid e incluso de España, dónde más grúas se concentran. Una vez finalizado el barrio de El Cañaveral, la población total sobre pasará los 30.000 habitantes .
Pirámide de población
Los datos de la pirámide de población de 2021 se pueden resumir así:
- La población menor de 20 años es el 25,46 % del total.
- La comprendida entre 20-40 años es el 40,14 %.
- La comprendida entre 40-60 años es el 29,69 %.
- La mayor de 60 años es el 4,59 %.

## Principales yacimientos arqueológicos
El área de El Cañaveral ha sido objeto de numerosas intervenciones de prospección, seguimiento, control y excavación arqueológicas promovidas principalmente por empresas como AUDEMA. Auditores de Energía y Medio Ambiente S.S., ARGEA S.L. y especialmente por ARQUEX S.L. desde el año 2003 a la actualidad.
Unido al crecimiento urbanístico se han localizado decenas de yacimientos arqueológicos, en su mayoría paleolíticos. Esto se debe a que El Cañaveral se ubica en la plataforma que se extiende entre los ríos Manzanares y Jarama donde la presencia de sílex es abundante. Una materia prima que los grupos cazadores-recolectores buscaban para la fabricación de herramientas de piedra.
Son habituales los yacimientos denominados "áreas de talla", es decir, espacios al aire libre donde la actividad principal era la elaboración de útiles líticos. El material arqueológico documentado está constituido por industria lítica característica del Paleolítico medio. Son habituales las grandes concentraciones de industria lítica tallada donde aparecen principalmente miles de restos de lacas, núcleos, y percutores. Cañaveral 3 (en la Parcela 32 de la zona residencial), Cañaveral 4 (en la CPD 30 de la zona residencial) Vías Colectoras 2 (en el Área 3), El Esparragal y El Humedal (zona comercial) son alguno de los yacimientos paleolíticos que se han excavado en las últimas décadas.
Con menor frecuencia, aunque de especial interés científico, se han encontrado estructuras de combustión que podrían asociarse a campamentos temporales al aire libre. Esto ocurre en yacimientos como el excavado en el Área 3 de El Cañaveral denominado Vías Colectoras 2 y El Humedal.
Los materiales arqueológicos procedentes de las actuaciones arqueológicas se encuentran depositados en el Museo Arqueológico Regional de la Comunidad de Madrid.